# Février 1935

## Événements
- 12 février : destruction du dirigeable américain USS Macon ; deux victimes sur les 60 personnes embarqués.

- 24 février : 
  - Grand Prix de Pau.
  - Premier vol du bombardier allemand Heinkel He 111.

- 26 février : Robert Watson-Watt et son assistant Arnold Wilkins ont démontré l'efficacité de leur prototype de radar à un membre du comité sur la défense du Royaume-Uni. Ceci amena la construction de la Chain Home, le premier réseau opérationnel de radars au monde.

## Naissances
- 1er février : Vladimir Axionov, cosmonaute soviétique († 9 avril 2024).
- 2 février : Michel Subor, acteur français († 17 janvier 2022).
- 7 février : Herb Kohl, homme d'affaires et un homme politique américain († 27 décembre 2023).
- 8 février : Willy Vannitsen, coureur cycliste belge († 19 août 2001).
- 11 février : Gene Vincent, chanteur américain ( mort  le 12 octobre 1971 à 36 ans)
- 15 février : Roger B. Chaffee, astronaute américain ( 27 janvier 1967).
- 24 février : Hasna Begum, philosophe et féministe bangladaise († 1er décembre 2020).
- 25 février : Tony Campolo, sociologue américain († 19 novembre 2024).
- 27 février : Pierre Pican, évêque catholique français, évêque de Bayeux et Lisieux († 23 juillet 2018).

## Décès
- 5 février : Heinrich Harder, artiste allemand (° 2 juin 1858).
- 9 février : Alban Berg, compositeur autrichien (° 1885).
- 12 février : Auguste Escoffier, français, le « roi » des cuisiniers (° 1846).
- 14 février : Pierre Paulin Andrieu, cardinal français, archevêque de Bordeaux (° 8 décembre 1849).